# Trophée IFA
Le Trophée IFA  est un tournoi amical organisé chaque année à Calcutta par la Association indienne de football. Initiée en 1893, cette épreuve est l'une des plus anciennes de l'histoire du football. D'abord réservé aux clubs indiens, le tournoi s'ouvre ensuite aux clubs étrangers. L'East Bengal Club de Calcutta (28 trophées) et le Mohun Bagan AC de Calcutta (22 trophées) dominent les palmarès. Depuis 2015, le tournoi est réservé aux moins de 19 ans.

## Palmarès
(décembre 2018).

### 1947-2014
- 1960 : Mohun Bagan
- 1961 : Mohun Bagan
- 1962 : Mohun Bagan
- 1963 : Al Arabi Koweït
- 1964 : Al Arabi Koweït
- 1965 : Al Kuwait Kaifan
- 1966 : Al Arabi Koweït
- 1967 : Mohun Bagan
- 1968 : Al Kuwait Kaifan
- 1969 : Mohun Bagan
- 1970 : Al Arabi Koweït
- 1971 : Al Qadisiya Koweït
- 1972 : Al Kuwait Kaifan
- 1973 : Al Qadisiya Koweït
- 1974 : Al Kuwait Kaifan
- 1975 : Al Qadisiya Koweït
- 1976 : Mohun Bagan
- 1977 : Mohun Bagan
- 1978 : Mohun Bagan
- 1979 : Mohun Bagan
- 1980 : Al Arabi Koweït
- 1981 : Mohun Bagan
- 1982 : Mohun Bagan
- 1983 : Al Arabi Koweït
- 1984 : Al Arabi Koweït
- 1985 : Al Arabi Koweït
- 1986 : Kazma Koweït
- 1987 : Mohun Bagan
- 1988 : Al Arabi Koweït
- 1989 : Mohun Bagan
- 1990 : Al Jahra
- 1991 : pas de champion
- 1992 : Al Qadisiya Koweït
- 1993 : Al Arabi Koweït
- 1994 : Kazma Koweït
- 1995 : Al Salmiya Club
- 1996 : Kazma Koweït
- 1997 : Al Arabi Koweït
- 1998 : Mohun Bagan
- 1999 : Mohun Bagan
- 2000 : Al Salmiya Club
- 2001 : Al Kuwait Kaifan
- 2002 : Al Arabi Koweït
- 2003 : Mohun Bagan
- 2004 : Al Qadisiya Koweït
- 2005 : Al Qadisiya Koweït
- 2006 : Mahindra United

| Année | Vainqueur           | Score              | Finaliste              | Note |
| ----- | ------------------- | ------------------ | ---------------------- | ---- |
| 2008  | Mahindra United     | 3–1                | Santos FC              |      |
| 2009  | Churchill Brothers  | 2-0                | Mohun Bagan            |      |
| 2011  | Churchill Brothers  | 2-1                | Mohun Bagan            |      |
| 2012  | East Bengal         | 4-2                | Prayag United          |      |
| 2013  | Prayag United       | 1-0                | East Bengal            |      |
| 2014  | Mohammedan Sporting | 1-1 a.p. 4-3 t.a.b | Sheikh Jamal Dhanmondi |      |

### Depuis 2015
| Année | Vainqueur               | Score    | Finaliste                | Note  |
| ----- | ----------------------- | -------- | ------------------------ | ----- |
| 2015  | United Sports Club U-19 | 2–1      | East Bengal U19          |       |
| 2016  | Tata Football Academy   | 3–2 a.p. | AIFF U19                 | [ 1 ] |
| 2017  | FC Pune City U19        | 3–0      | Mohun Bagan-SAIL Academy |       |